# Zopherus tristis
Zopherus tristis är en skalbaggsart som beskrevs av Leconte 1851. Zopherus tristis ingår i släktet Zopherus och familjen barkbaggar. Inga underarter finns listade i Catalogue of Life.